# Maggie (film)
Maggie er en amerikansk post-apokalyptisk dramafilm fra 2015. Filmen er instrueret af Henry Hobson, skrevet af John Hobbs III, og har Arnold Schwarzenegger og Abigail Breslin i hovedrollerne.

## Handling
En teenagepige bliver inficeret af et udbrud af en sygdom, der langsomt forvandler ofrene i kannibalistiske zombier. Hun har sin kærlig far ved sin side igennem hele forvandlingen.

## Rolleliste
- Arnold Schwarzenegger som Wade Vogel
- Abigail Breslin som Maggie Vogel
- Joely Richardson som Caroline
- Douglas M. Griffin som Ray
- J.D. Evermore som Holt
- Rachel Whitman Groves som Bonnie
- Jodie Moore som Dr. Vern Kaplan
- Bryce Romero som Trent
- Raeden Greer som Allie
- Aiden Flowers som Bobby
- Carsen Flowers som Molly

## Eksterne links
- Maggie på Internet Movie Database (engelsk)
- Maggie på Filmdatabasen
- Maggie på Scope
- Maggie i Svensk Filmdatabas (svensk)
- Maggie på AlloCiné (fransk)
- Maggie på MovieMeter (nederlandsk)
- Maggie på AllMovie (engelsk)
- Maggie hos American Film Institute (engelsk)
- Maggie hos British Film Institute (engelsk)
- Maggie på Turner Classic Movies (engelsk)

1. ↑  Navnet er anført på engelsk og stammer fra Wikidata hvor navnet endnu ikke findes på dansk.